# 15 cm sFH 18

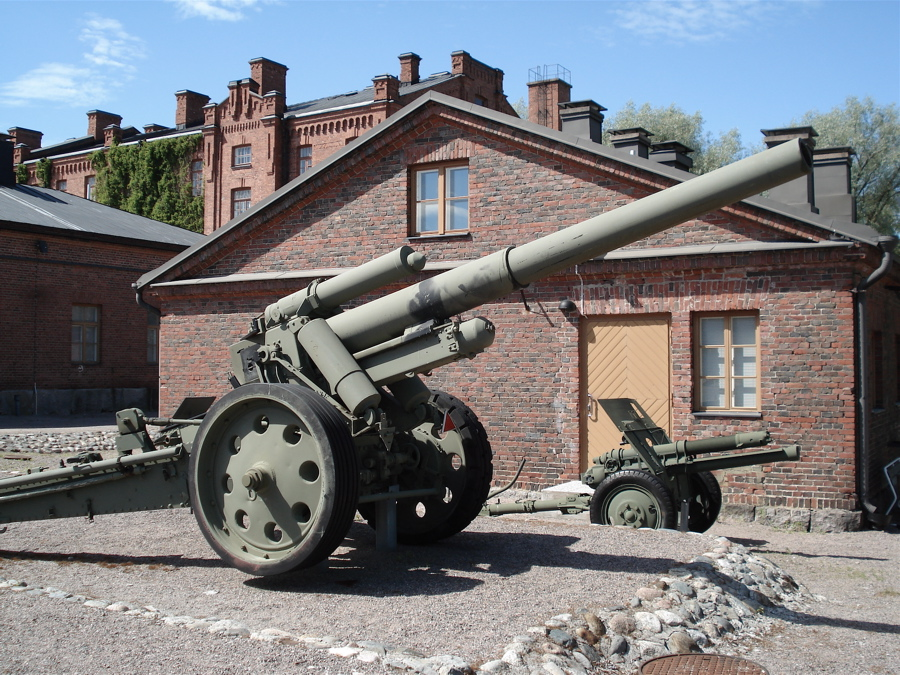
150-мм немецкая тяжёлая полевая гаубица sFH 18 в артиллерийском музее Hameenlinna (Финляндия)

150-мм тяжёлая полевая гаубица обр. 1918 года (нем. 15 cm sFH 18; от нем. schwere Feldhaubitze — тяжёлая полевая гаубица) — немецкая тяжёлая полевая гаубица калибра 150 мм времён Второй мировой войны.

## Назначение
Являлась основной немецкой гаубицей дивизионного уровня во время Второй мировой войны. Использовалась в дополнение к меньшей по размеру, но более распространённой гаубице 10,5 cm leFH 18. В войсках получила прозвище «Вечнозелёная» (нем. Immergrün). Аналогично многим другим немецким тяжёлым орудиям, имела превосходную баллистику и применялась для поражения разнообразных целей в глубине обороны противника и для контрбатарейной борьбы.

## Разработка
Орудие было создано на базе гаубицы времён Первой мировой войны 15 cm sFH 13. В соответствии с существовавшей на момент создания классификацией, s.F.H. 18 была пушкой-гаубицей. Стала первым артиллерийским оружием, в котором для увеличения дальности использовали снаряды с ракетным ускорителем. Во время Второй мировой войны Германия использовала в основном только три модели 150-мм орудий: 15 cm sFH 18, тяжёлая пушка 15 cm Kanone 18 и короткоствольная пехотная пушка sIG 33.
Цифра 18 в маркировке обозначает год разработки и принятия на вооружение, хотя её добавили, чтобы вводить в заблуждение иностранные комиссии, так как Версальский договор запрещал Германии разработку артиллерийских систем. Фактически, разработка гаубицы велась в 1926—1930 годах, а в войска гаубица начала поступать в 1934 году.

## Производство
Тяжёлые полевые гаубицы обр. 18 года изготавливались фирмами «Рейнметалл» и «Крупп». Крупповские гаубицы отличались от гаубиц фирмы «Рейнметалл» меньшей массой в боевом положении и изменённой конструкцией ствола.
Трудоёмкость изготовления гаубицы составляла 5500 человеко-часов. Стоимость гаубицы — 38 500 — 40 400 рейхсмарок. В 1942 году в серийное производство внедрили гаубицу sFH 18М, снабженную дульным тормозом. В 1941 — 42 годах 49 стволов от гаубицы sFH 40 с новым, более эффективным дульным тормозом, были установлены на лафеты sFH 18. Новая гаубица получила название sFH 18/40, позже её переименовали в sFH 42. Качающаяся часть этого орудия использовалась в конструкции САУ Hummel.
На 1 сентября 1939 года в Вермахте числилось 2049 15 cm sFH 18 и 15 cm lg sFH 13. Имеется информация, что последних было 696 экземпляров.
Данные о производстве гаубиц разнятся. 
Первая таблица взята с сайта lexikon-der-wehrmacht.de:
|            | С 1.09.1939 | 1940 | 1941 | 1942 | 1943 | 1944 | 1945 | Всего |
| ---------- | ----------- | ---- | ---- | ---- | ---- | ---- | ---- | ----- |
| sFH 18     | 190         | 580  | 516  | 636  | 785  | 2295 | 401  | 5403  |
| sFH 18 Sfl |             |      |      |      | 436  | 724  | 55   | 1215  |

Вторая таблица составлена на основе германских трофейных документов.
|      | Тип         | 1  | 2  | 3  | 4  | 5  | 6  | 7  | 8  | 9  | 10 | 11  | 12  | Всего |
| ---- | ----------- | -- | -- | -- | -- | -- | -- | -- | -- | -- | -- | --- | --- | ----- |
| 1939 | sFH 18      |    |    |    |    |    |    |    |    | 51 | 64 | 35  | 40  | 190   |
| 1940 | sFH 18      | 33 | 28 | 50 | 65 | 49 | 58 | 39 | 40 | 36 | 65 | 57  | 52  | 572   |
| 1941 | sFH 18      | 63 | 57 | 64 | 46 | 47 | 48 | 41 | 43 | 32 | 39 | 10  | 10  | 500   |
| 1941 | sFH 18/40   |    |    |    |    | 6  |    |    | 8  |    |    |     |     | 14    |
| 1942 | sFH 18      | 26 | 41 | 46 | 68 | 47 | 44 | 56 | 58 | 36 | 44 | 42  | 60  | 568   |
| 1942 | sFH 18/40   | 12 | 12 | 11 |    |    |    |    |    |    |    |     |     | 35    |
| 1942 | sFH 13 Sfl* |    |    |    | 25 | 35 | 34 |    |    |    |    |     |     | 94    |
| 1943 | sFH 18      | 60 | 21 | 32 | 26 | 42 | 41 | 86 | 70 | 85 | 78 | 100 | 144 | 785   |
| 1943 | sFH 18 Sfl  | 10 | 24 | 27 | 37 | 30 | 27 | 45 | 45 | 39 | 64 | 50  | 38  | 436   |

*переделанные орудия для 15 cm sFH 13/1(SF) auf GW Lorraine Schlepper (f)

## Классификация
Ствол тяжёлой полевой гаубицы 15cm sFH18 имел калибр 149,1 мм и был длиной в 29,8 калибров (4400 мм). Таким образом, по советской классификации орудие являлось гаубицей-пушкой и считалось аналогом МЛ-20. Вес системы в походном положении превышал 6000 кг — вдвое больше, чем у sFH 13. Поэтому конной тягой sFH 18 могла транспортироваться лишь раздельной возкой, что, по тогда бытовавшим взглядам, характерно для корпусной артиллерии. При этом ствол при помощи ручной лебедки снимался с лафета и помещался на двухосную ствольную повозку, соединённую с передком. Каждая часть перевозилась шестиконными упряжками. Приведение орудия в боевое положение из походного и обратно требовало усилий всех двенадцати человек расчёта. Время перехода из одного положения в другое составляло 5-7 минут.

## Оценка проекта
| ТТХ 152-мм советских гаубиц времён Великой Отечественной войны и их зарубежных аналогов |                |               |                                                                         |                   |                         |           |                     |                |                |               |
| Характеристика                                                                          | М-10 обр.38 г. | Д-1 обр.43 г. | 15 cm sFH 18                                                            | 15 cm vz. 37      | da 149/19               | 155 mm M1 | BL 5.5-inch         | 15 cm m/39     | L/22 M. 1929   | Тип 96        |
| Государство                                                                             | Флаг СССР      | Флаг СССР     | Красный флаг, в центре которого находится белый круг с чёрной свастикой | Флаг Чехословакии | Флаг Италии (1861—1946) | Флаг США  | Флаг Великобритании | Флаг Швеции    | /              | Флаг Японии   |
| Годы разработки                                                                         | 1937—38        | 1942—43       | 1928—33                                                                 | 1933—37           | 1933—37                 | 1939—41   | 1939—41             | 1938—39        | до 1927        | 1920—34       |
| Годы производства                                                                       | 1939—41        | 1943—49       | 1933—45                                                                 | 1938—39           | 1939—45                 | 1942—45   | 1941—45             | 1939—46        | 1929—31        | 1937—45       |
| Построено, шт.                                                                          | 1338           | 2827          | 5403                                                                    | 138               | 147                     | 10 300    | 1679                | 113            | 24             | 440           |
| Масса в боевом положении, кг                                                            | 4150           | 3600          | 5512                                                                    | 5200              | 5650                    | 5427      | 6190                | ?              | 5165           | 4140          |
| Масса в походном полож., кг                                                             | 4550           | 3640          | 6304                                                                    | 5720              | 5780                    | 5800      | ?                   | ?              | 5675           | 4920          |
| Калибр, мм                                                                              | 152,4          | 152,4         | 149,1                                                                   | 149,1             | 149,1                   | 155       | 139,7               | 149,1          | 149,1          | 149,1         |
| Длина ствола, клб                                                                       | 23,1           | 23,1          | 29,5                                                                    | 24                | 20,4                    | 23        | 29,8                | 24             | 22             | 23,6          |
| Масса ОФ-гранаты, кг (тип)                                                              | 40 (ОФ-530)    | 40 (ОФ-530)   | 43 (SprGr.)                                                             | 42 (vz. 37)       | 42,5 (Mod. 32)          | 43 (M107) | 37,2 (Mk. 3D)       | 41,5 (m/39-40) | 38,5 (M. 1927) | 31,3 (Тип 92) |
| Макс. начальная скорость, м/с                                                           | 508            | 508           | 520                                                                     | 580               | 597 (31,8 кг граната)   | 563       | 590                 | 580            | 635            | 540           |
| Дульная энергия, МДж                                                                    | 5,16           | 5,16          | 5,81                                                                    | 7,06              | 7,57                    | 6,81      | 7,12                | 6,98           | 7,76           | 4,56          |
| Макс. дальнобойность, м                                                                 | 12 400         | 12 400        | 13 250                                                                  | 15 100            | 14 250                  | 14 955    | 16 600              | ~15 000        | 15 300         | 11 900        |
| Углы ВН, град                                                                           | −1…+65         | −3…+63        | −1…+43                                                                  | −5…+70            | −3…+60                  | −2…+63    | −5…+45              | −5…+65         | 0…+45          | −1…+65        |
| Сектор ГН, град                                                                         | 50             | 35            | 56                                                                      | 90                | 50                      | 50        | 60                  | 45             | 40             | 30            |

По массе гаубица равна аналогичной американской 155-мм M1 и гораздо тяжелее советской 152-мм Д-1, но имело меньшую дальность, чем американская. После того, как вермахт столкнулся с Красной армией, выявилась недостаточная дальность стрельбы: советская 152-мм пушка-гаубица МЛ-20 стреляла на 17 300 м, а sFH 18 — лишь на 13 325 м. Остроту проблемы сняло то, что несколько сотен исправных советских орудий МЛ-20 с десятью боекомплектами на каждое орудие были захвачены 23-24 июня 1941 года под Барановичами. Орудие было принято на вооружение вермахта как пушка-гаубица 15,2 cm KH.433/1(r) и активно использовалось в боях против Красной армии. С февраля 1943 года для этого орудия немцы даже развернули массовое производство снарядов.
В общем, тяжёлая полевая гаубица sFH 18 представляла собой типичное германское орудие, спроектированное в межвоенный период: надежная, прочная конструкция, с не особо выдающимися, но вполне удовлетворительными тактико-техническими характеристиками.

## Снаряды
149 мм × 260 R (раздельно-гильзовое заряжание):
- 15 cm Gr. 19 (осколочно фугасная граната),
- 15 cm Gr. 36 stg (ОФ),
- 15 cm Gr. 19 Be (бетонобойный снаряд),
- 15 cm Gr. 19 Nb (дымовой снаряд),
- 15 cm Gr. 38 Nb (дымовой снаряд),
- 15 cm Gr. 39 Hl/A (кумулятивный снаряд),
- 15 cm Gr. 39 Hl/B (кумулятивный снаряд),
- 15 cm R.Gr. 19 (активно-реактивный снаряд),
- 15 cm Sprgr. 42 (ОФ подкалиберный снаряд с поддоном, дальность — 18 км),
- 15 cm Pzgr. 39 TS (бронебойный подкалиберный, с поддоном).

## Страны-эксплуатанты
- нацистская Германия
- Болгария — в 1939 году вместе с другим вооружением немцы поставили болгарской армии партию 150-мм полевых гаубиц sFH-18, выпущенных заводами Круппа. Эти орудия использовались в Болгарии под наименованием Круп Д-30[4].
- СССР — во время Великой Отечественной войны трофейные орудия использовались РККА под наименованием 150-мм немецкая тяжёлая полевая гаубица обр. 18, в 1943 году ими были вооружены несколько артиллерийских полков, но после того, как в войска начали поступать более лёгкие и мобильные 152-мм гаубицы Д-1, не уступавшие sFH 18 по огневой мощи, немецкие орудия были выведены в резерв[5].
- Финляндия — находилась на вооружении финской армии под наименованием 150 H/40